# Ismail II
Ismail II, född 1533, död 1577, var en iransk monark ur den Safavidiska dynastin. Han var regerande shah av Iran mellan 1576 och 1577.